# جورج شالمرز
جورج شالمرز (بالإنجليزية: George Chalmers)‏ هو لاعب كرة قاعدة أمريكي، ولد في 7 يونيو 1888 في أبردين في المملكة المتحدة، وتوفي في 5 أغسطس 1960 في ذا برونكس في الولايات المتحدة.

## وصلات خارجية
- جورج شالمرز على موقعبيزبول رفرنس.كوم (الدوري الرئيسي) (الإنجليزية)
- جورج شالمرز على موقعبيزبول رفرنس.كوم (الدوري الثانوي) (الإنجليزية)